# سامان بلاغی
سامان بلاغی یک بازیکن بسکتبال با ویلچر اهل ایران است.
این ورزشکار پس از مسابقات جهانی سال ۱۳۹۷ آلمان از اردو جدا شد و به کشور آلمان پناهنده شد.

## افتخارات
- نشان برنز بازی‌های پاراآسیایی ۲۰۱۴ به میزبانی اینچئون، کره جنوبی[۱][۲][۳]